# Elezioni generali nel Regno Unito del 1892
Le elezioni generali nel Regno Unito del 1892 si svolsero dal 4 al 26 luglio. Videro il Partito Conservatore guidato da Lord Salisbury ottenere il maggior numero di seggi, ma non sufficienti per una maggioranza assoluta, mentre il Partito Liberale di William Ewart Gladstone ottenne molti più seggi delle elezioni del 1886. I Liberali Unionisti che avevano in precedenza sostenuto il governo conservatore videro scendere la propria percentuale di voti e di seggi.
Nonostante le divisioni tra i Parnelliti e gli anti-Parnelliti, il voto nazionalista irlandese mantenne la sua importanza. Dato che i liberali non ottennero una maggioranza assoluta, Salisbury rifiutò di dimettersi e attese di essere sconfitto da un voto di sfiducia contro il governo, l'11 agosto 1892. Gladstone formò un governo di minoranza che faceva affidamento sul sostegno nazionalista irlandese.
In queste elezioni venne eletto il primo deputato britannico asiatico: Dadabhai Naoroji fu eletto nel collegio di Finsbury Central.

## Risultati
| Liste | Liste                             | Voti      | %     | Variazione % | Seggi | Variazione seggi |
| ----- | --------------------------------- | --------- | ----- | ------------ | ----- | ---------------- |
|       | Conservatore e Liberale Unionista | 2.028.586 | 47,0% | 4,4%         | 313   | 80               |
|       | Liberale                          | 1.958.598 | 45,4% | 0,2%         | 272   | 80               |
|       | Federazione Nazionale Irlandese   | 224.528   | 5,2%  | —            | 72    | 72               |
|       | Lega Nazionale Irlandese          | 67.119    | 1,6%  | —            | 9     | 9                |
|       | Indipendenti Laburisti            | 22.198    | 0,5%  | —            | 3     | 3                |
|       | Indipendenti Conservatori         | 5.5556    | 0,1%  | —            | 0     | —                |
|       | Indipendenti Liberali             | 3.572     | 0,2%  | —            | 1     | 1                |
|       | Sindacati Scozzesi                | 2.313     | 0,0%  | —            | 0     | —                |
|       | Indipendenti Nazionalisti         | 2.180     | 0,0%  | —            | 0     | —                |
|       | Laburisti Scozzesi                | 1.866     | 0,0%  | —            | 0     | —                |
|       | Federazione Social Democratica    | 659       | 0,0%  | —            | 0     | —                |
|       | Indipendenti                      | 137       | 0,0%  | —            | 0     | —                |

|                                   |                                   |  |       |       |
| --------------------------------- | --------------------------------- |  | ----- | ----- |
| Conservatori e Liberali Unionisti | Conservatori e Liberali Unionisti |  | 46,7% | 46,7% |
| Liberali                          | Liberali                          |  | 45,4% | 45,4% |
| Federazione Nazionale Irlandese   | Federazione Nazionale Irlandese   |  | 5,2%  | 5,2%  |
| Lega Nazionale Irlandese          | Lega Nazionale Irlandese          |  | 1,6%  | 1,6%  |
| Altri                             | Altri                             |  | 1,1%  | 1,1%  |

|                                   |                                   |  |       |       |
| --------------------------------- | --------------------------------- |  | ----- | ----- |
| Conservatori e Liberali Unionisti | Conservatori e Liberali Unionisti |  | 46,7% | 46,7% |
| Liberali                          | Liberali                          |  | 40,6% | 40,6% |
| Federazione Nazionale Irlandese   | Federazione Nazionale Irlandese   |  | 10,7% | 10,7% |
| Lega Nazionale Irlandese          | Lega Nazionale Irlandese          |  | 1,3%  | 1,3%  |
| Indipendenti Laburisti            | Indipendenti Laburisti            |  | 0,4%  | 0,4%  |
| Altri                             | Altri                             |  | 0,1%  | 0,1%  |